# Yun Bo-seon
Yun Bo-seon (* 26. August 1897 in Asan, Provinz Chungcheongnam-do, früheres Korea, heutiges Südkorea; † 18. Juli 1990 in Seoul, Südkorea) war von 1960 bis 1962 Präsident von Südkorea. Er war der Neffe von Yun Chi-ho und Yun Chi-yeong.

## Leben
Yun studierte an der Universität Edinburgh, die er 1930 als Master of Arts abschloss. Nach der Unabhängigkeit von Japan 1945 trat er in die Politik ein, Rhee Syng-man war sein Mentor. 1948 ernannte Rhee ihn zum Bürgermeister von Seoul. Ein Jahr später wurde er Handels- und Industrieminister, doch trat er zunehmend in Opposition zu dem immer autokratischer regierenden Rhee. Yun wurde schließlich Präsident des Koreanischen Roten Kreuzes, bis er 1954 ins Parlament gewählt wurde. Im Folgejahr war er Mitgründer der oppositionellen Demokratischen Partei.
Nach dem Sturz von Rhee durch eine pro-demokratische Studentenrevolte wurde Yun am 13. August 1960 zum Präsidenten gewählt. Die Wirksamkeit seiner Regierung litt unter internen Rivalitäten der Demokratischen Partei. 1961 kam es zu einem Putsch von Generalmajor Park Chung-hee, und Yun trat schließlich am 22. März 1962 zurück. Er war ein Gegner der autoritären Regierungsweise von Park, doch konnte er sich bei den Präsidentschaftswahlen 1963 und 1967 gegen diesen nicht durchsetzen. Nach mehreren Bewährungsstrafen für regierungsfeindliche Aktivitäten zog sich der mittlerweile 83-jährige Yun 1980 aus der Politik zurück und widmete sich verstärkt kulturellen Aktivitäten. 
1990 starb Yun an den Folgen von Diabetes und Bluthochdruck.